# Ricardo de la Fuente
Para el compositor y director de televisión véase Ricardo de la Fuente (director de televisión)
Ricardo de la Fuente Riveros (Osorno, Chile, 29 de septiembre de 1942) es un jinete chileno de rodeo. Ha sido tres veces campeón de Chile, con tres compañeros distintos en 1972, 1979 y 1980.
En 1972 alcanzó su primer título nacional junto a Ubaldo García montando a "Risueña" y "Borrachita" con 17 puntos. Su segundo título nacional fue en 1979 junto a Julio Buschmann en "Agora Qué" y "Rastrojo" con 22. Al año siguiente ganó su tercer título junto a Enrique Schwalm en "Vespertino" y "Estribillo" con 22 puntos. Este último jinete se tituló campeón a los 19 años y fue por muchos años (hasta 2015) el más joven en ganar el Campeonato Nacional de Rodeo. Los tres títulos fueron con colleras distintas, siempre representando a la Asociación Osorno.
A finales de la década de 1980 pasó al Criadero Santa Isabel, donde corrió con un destacado grupo de jinetes compuesto por Juan Carlos Loaiza, Eduardo Tamayo y Luis Eduardo Cortés, todos campeones de Chile. Ricardo de la Fuente, además de haber ganado 3 veces el título de Chile, ha estado 13 veces entre los tres primeros lugares del Campeonato Nacional de Rodeo. También destaca haber sido elegido como mejor deportista del rodeo en dos oportunidades (1972 y 1999).
En abril de 2000 la Federación del Rodeo Chileno premió a algunos de los mejores jinetes del Siglo XX y Ricardo de la Fuente se encontraba junto a Ramón Cardemil y Juan Segundo Zúñiga. Desde agosto de 2021 es considerado un Arreglador Maestro de la Escuela Ecuestre Huasa, conforme al reglamento publicado por la Federación Deportiva Nacional del Rodeo Chileno.

## Campeonatos nacionales
| Año  | Collera         | Caballos                    | Puntaje | Asociación |
| ---- | --------------- | --------------------------- | ------- | ---------- |
| 1972 | Ubaldo García   | "Risueña" y "Borrachita"    | 17      | Osorno     |
| 1979 | Julio Buschmann | "Agora Qué" y "Rastrojo"    | 22      | Osorno     |
| 1980 | Enrique Schwalm | "Vespertino" y "Estribillo" | 22      | Osorno     |

### Segundos campeonatos
- 1989: junto con Gustavo Rey, montando a "Cacarita" y "Ña Juana" con 26 puntos (+5+3+0).
- 1991: junto con Eduardo Tamayo, montando a "Escorpión" y "Río Negro" con 28 puntos.
- 1991: junto con Juan Carlos Loaiza, montando a "Es Cosa" y "Escolta" con 37 puntos.
- 2000: junto con Luis Eduardo Cortés, montando a "Escándalo" y "Agravio" con 33 puntos.

### Terceros campeonatos
- 1974: junto con Gustavo Rey, montando a "Estribillo" y "Guardián II" con 19 puntos.
- 1983: junto con Enrique Schwalm, montando a "Talabera" y "Mentirosa" con 18 puntos.
- 1984: junto con Enrique Schwalm, montando a "Pelusa" y "Esperanza" con 26 puntos (-2).
- 1987: junto con Alberto Yáñez, montando a "Qué Luna" y "Pajarita" con 18 puntos.
- 1994: junto con Eduardo Tamayo, montando a "Escorpión" y "Río Negro" con 32 puntos.
- 1999: junto con Luis Eduardo Cortés, montando a "Armonía" y "Estocada" con 33 puntos.